# Giovanni Bononcini
Giovanni Battista Bononcini (také Buononcini) (18. července 1670 Modena – 9. července 1747 Vídeň) byl italský barokní hudební skladatel, violoncellista, zpěvák a pedagog.

## Život
Bononcini se narodil v Modeně jako nejstarší ze tří synů houslisty a hudebního skladatele Giovanni Marii Bononciniho (1642–1678). Hudebníkem a skladatelem se stal i jeho bratr Antonio Maria Bononcini. V osmi letech osiřel a i se svým bratrem Antoniem se stal žákem hudební školy při basilice San Petronio v Bologni, kterou vedl skladatel Giovanni Paolo Colonna.

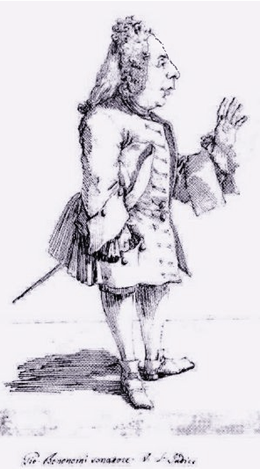
Karikatura skladatele od Piera Ghezziho

V roce 1685, ve věku 15 let, publikoval tři sbírky instrumentálních skladeb (dvě z nich zkomponoval již ve třinácti letech). 30. května 1686 byl přijat za člena prestižní Boloňské filharmonické akademie (Accademia Filarmonica di Bologna), stal se členem orchestru a zpěvákem v basilice San Petronio. V krátké době publikoval další sbírky instrumentálních skladeb a zkomponoval dvě oratoria pro Bolognu a Modenu.
V letech 1687–1691 byl kapelníkem v kostele San Giovanni in Monte v Bologni, pro který zkomponoval řadu mší pro dva sbory, které byly publikovány v roce 1688 jako jeho op. 7. V roce 1690 pak složil další oratorium pro Modenu. Nějaký čas strávil v Miláně a v roce 1691 věnoval sbírku vokálních duet op. 8 císaři Leopoldu I. a hrál v orchestru kardinála Benedetto Pamphili.
V témže roce se přestěhoval do Říma a vstoupil do služeb vévody Filipa II. Colonny, mecenáše a patrona umělců. Pro vévodu vytvořil v letech 1692–1696 šest serenád, oratorium a tři až pět oper včetně velmi úspěšné Xerse (1694). Jiná úspěšná opera, Il trionfo di Camilla, vznikla na objednávku Colonnova bratrance, španělského místokrále v Neapoli Luigi della Cerda. Bononcini se stal členem dvou exklusivních římských uměleckých společností: hudební Accademia Nazionale di Santa Cecilia a literární Accademia degli Arcadi. Přibližně v této době napsal hudebník a básník Giuseppe Valentini sonet na oslavu Bononciniho pedagogických schopností.
Po smrti Colonnovy manželky v srpnu 1697, Bononcini opustil Řím a odešel do Vídně, kde vstoupil do služeb císaře Leopolda I. Jednak získal vyšší plat a jednak se stal oblíbeným skladatelem následníka trůnu Josefa I. Habsburského. Po vypuknutí války o španělské dědictví odjel do Berlína ke dvoru pruské královny Žofie Šarloty Hannoverské a stal se jejím oblíbeným skladatelem. S úspěchem uvedl v Berlíně nové opery Cefalo a Poliferno a stal se známým a vyhledávaným skladatelem v celé Evropě.
V letech 1720–1732 žil v Londýně a o popularitu soutěžil s Georgem Friedrichem Händelem, který přišel do Londýna v roce 1712. Rivalita mezi oběma skladateli měla i politický podtext, neboť toryové podporovali Händela, zatímco whigové Bononciniho. Jejich souboj inspiroval básníka Johna Byroma k parafrázi dětské říkanky Tweedledum and Tweedledee. Bononcini se sice stal chráněncem Sarah Churchillové, vévodkyně z Marlborough, která vedla jeho obdivovatele, ale Händel získal na svou stranu více příznivců. Londýn opustil poté, co byl obviněn z plagiátorství. Údajně vydával madrigal Antonia Lottiho za své dílo.
Od roku 1733 žil v Paříži a komponoval hudbu pro veřejné koncerty Concert spirituel konané v paláci Tuileries. Závěr svého života strávil ve Vídni, kde měly premiéru i jeho poslední opery a císařovna Marie Terezie mu od 1. října 1742 poskytla důchod 50 zlatých měsíčně. Zemřel 9. července 1747 a zanechal vdovu Margheritu Bollettiovou a čtyři děti.

## Dílo

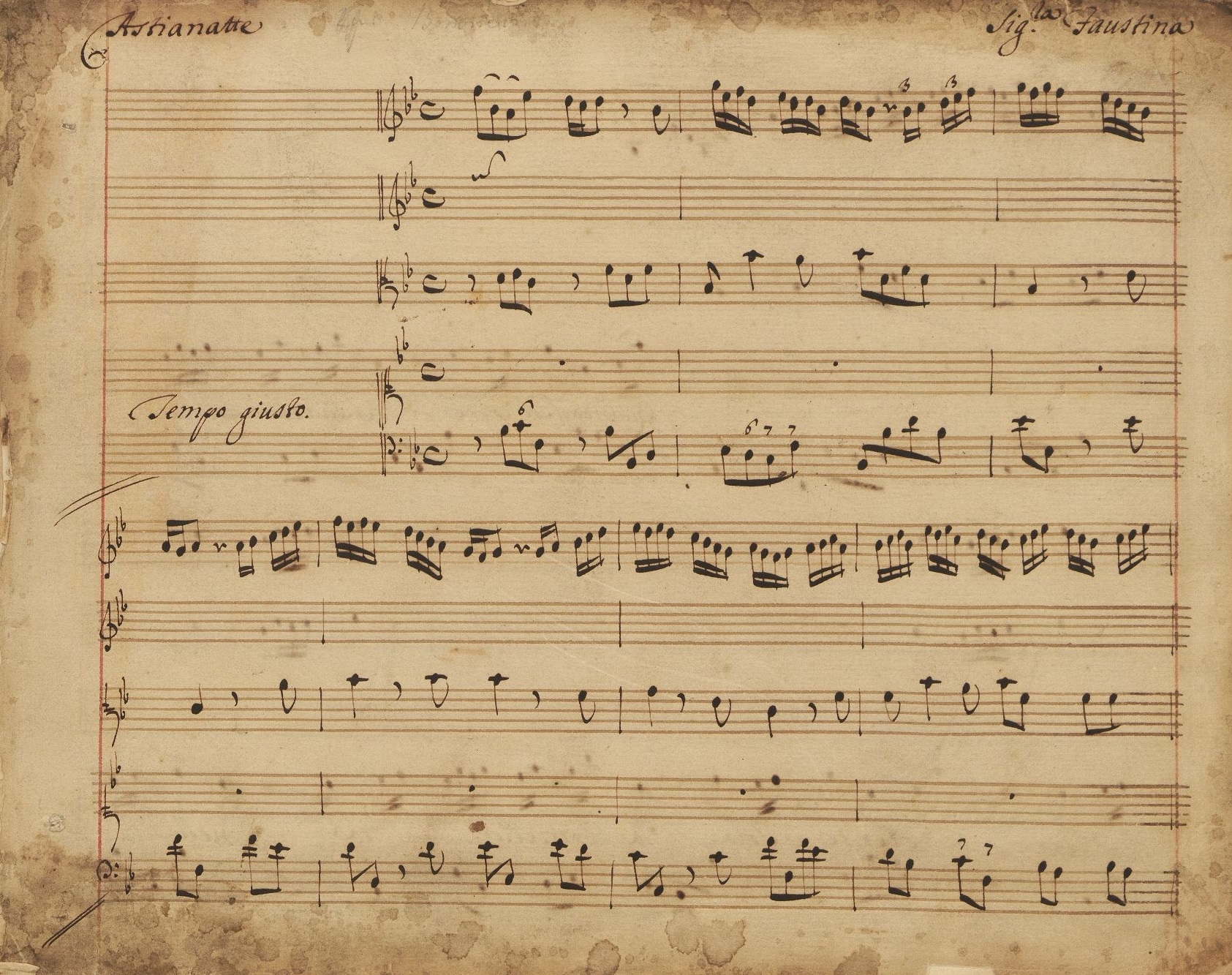
Rukopis opery Astianatte

### Opery
- Eraclea ovvero Il ratto delle Sabbine (pasticcio obsahující 20 Bononciniho árií,1692, Řím)
- Xerse (libreto Silvio Stampiglia, 1694 Řím)
- Tullo Ostilio (1694)
- Muzio Scevola (libreto Silvio Stampiglia, 1695 Řím)
- L'amore eroico fra pastori (libreto Pietro Ottoboni, favola pastorale pro loutky, 1696, Řím)
- Il trionfo di Camilla regina de Volsci (libreto Silvio Stampiglia, 1696, Neapol)
- La clemenza d'Augusto (libreto Carlo Sigismondo Capeci, 1697 Řím)
- Temistocle in Bando (Morselli, 1698 Řím)
- La fede pubblica (libreto Donato Cupeda, 1699 Vídeň)
- Gli affetti più grandi vinti dal più giusto (libreto Donato Cupeda, 1701, Vídeň)
- Cefalo (libreto A. Guidi, pastorella 1702, Berlín)
- Polifemo (libreto A. Ariosti, pastorella, 1702, Berlín)
- La regina creduta re (libreto Matteo Noris, 1706, Benátky; 1708 Braunschweig jako Semiramide)
- Endimione (libreto Silvio Stampiglia, 1706 Vídeň)
- Etearco (libreto Silvio Stampiglia, 1707 Vídeň)
- Turno Aricino (1707)
- Mario fuggitivo (libreto Silvio Stampiglia, 1708, Vídeň)
- Abdolomino (1709)
- Caio Gracco (libreto Silvio Stampiglia, 1710, Vídeň Hof)
- Astarto (libreto Paolo Antonio Rolli, 1715, Řím)
- Erminia (libreto D. O. Petrosellini a Accademico Quirino, favola pastorale, 1719 Řím)
- L'odio e l'amore také Ciro, Cyrus (libreto Rolli, 1721 Londýn)
- Crispo (1721)
- Griselda (libreto Paolo Antonio Rolli, 1722 Londýn)
- Farnace (libreto L. Morani, 1723, Londýn
- Calfurnia (libreto Nicola Haym, 1724 Londýn
- Astianatte (libreto Nicola Haym, 1727 Londýn)
- Amor per amor festa pastorale (1732, Londýn)
- Alessandro in Sidone (tragicommedia per musica, 1737, Vídeň)
- Zenobia (libreto Pietro Metastasio, 1737, Vídeň)

### Jednoaktovky
- Il natale di Giunone festeggiato in Samo (1708)
- Li sagrifici di Římolo per la salute di Roma (1708)
- Enea in Caonia (1711)

### Oratoria
- La Maddalena a' piedi di Cristo (1690)
- San Nicola di Bari (Svatý Mikuláš z Bari, 1693)
  - uvedeno na koncertu 5. prosince 2017 v kostele svatých Šimona a Judy. Zpívali: Martina Janková, Kateřina Kněžíková (soprán), Markéta Cukrová (mezzosoprán) a Furio Zanasi (baryton), hrála Musica Florea, dirigent Marek Štryncl[2]
- La conversione di Maddalena (1701)
- L'arrivo della Gran Madre degli dei in Roma (1713)
- Ezechia (azione sacra, 1737)

### Serenády
- La nemica d'amore fatta amante (1693)
- La costanza non gradita nel doppio amore d'Aminta (1694)
- La notte festiva (1695)
- Amore non vuol diffidenza (1695)
- Amor per amore (1696)
- La gara delle quattro stagioni (1699)
- Buleo festeggiante nel ritorno d'Alessandro Magno dall'Indie (1699)
- Sacrificio a Venere (1714)
- Così l'intendo o Filli
- Infelice mia sorte
- Non amo, e amar desio
- Silvio trionfante degl'amori di Dorinda e Clori

### Jiná jevištní díla
- I vari effetti d'amore (scherzo musicale, 1700)
- Proteo sul Reno (poemetto drammatico, 1703)
- Il fiore delle eroine (trattenimento, 1704)
- Il ritorno di Giulio Cesare vincitore della Mauritania (1704–1705)
- Pastorella (1705)
- La nuova gara di Giunone e di Pallade terminata da  (poemetto drammatico, 1705)

### Další skladby
- Trattimenti da camera à tre op. 1 (1685)
- Concerti da Camera à tre op. 2 (1685)
- Sinfonie op. 3–6 (1685-87)
- 4 Missa brevi (1688)
- Divertimenti da camera (1722)
- 12 sonát pro komorní soubor (1732)
- Laudate pueri (pro 5 hlasů a orchestr, 1733)
- Te Deum (1741)
- cca 300 kantát
- madrigaly